# Pomnik I Transportu Więźniów do KL Auschwitz w Tarnowie
Pomnik I Transportu Więźniów do KL Auschwitz w Tarnowie – pomnik na placu Więźniów KL Auschwitz w Tarnowie, między ulicami Bóżnic i Dębową, znajdujący się przed mykwą na terenie byłej dzielnicy żydowskiej oraz getta utworzonego przez Niemców podczas II wojny światowej.

## Historia pomnika
Pomnik autorstwa Ottona Schiera odsłonięto 14 czerwca 1975 w celu upamiętnienia pierwszego masowego transportu polskich więźniów politycznych do niemieckiego nazistowskiego obozu koncentracyjnego KL Auschwitz. Pomnik stoi w miejscu, z którego Niemcy 14 czerwca 1940 wyprowadzili grupę 753 osób z Tarnowa i okolic – ostatecznie do wagonów na dworcu załadowano 728 Polaków. 
Pomnik wykonany z kamienia, betonu i elementów metalowych przywołuje symbolikę obozowych pasiaków. Metalowy fryz z postaciami symbolizuje pochód więźniów prowadzonych pod eskortą niemieckiej policji na dworzec. Na pomniku znajduje się litera „P” w trójkącie (literowe oznakowanie Polaków w Auschwitz) oraz tablica pod literą z pamiątkowym napisem.
W 2008 nazwę obozu „Oświęcim” na pomniku zmieniono na „KL Auschwitz”. W 2015 pomnik został odrestaurowany i zmodyfikowany tak, aby jego forma i treść były w każdym szczególe zgodne z rzeczywistym przebiegiem transportu. Usunięto postaci dzieci i kobiet (w transporcie znajdowali się wyłącznie mężczyźni) oraz zmieniono treść napisu na tablicy. W całość założenia wkomponowane zostały fragmenty bruku, po którym szli więźniowie, odnalezionego podczas prac modernizacyjnych linii kolejowej w Tarnowie.

## Elementy pomnika po renowacji

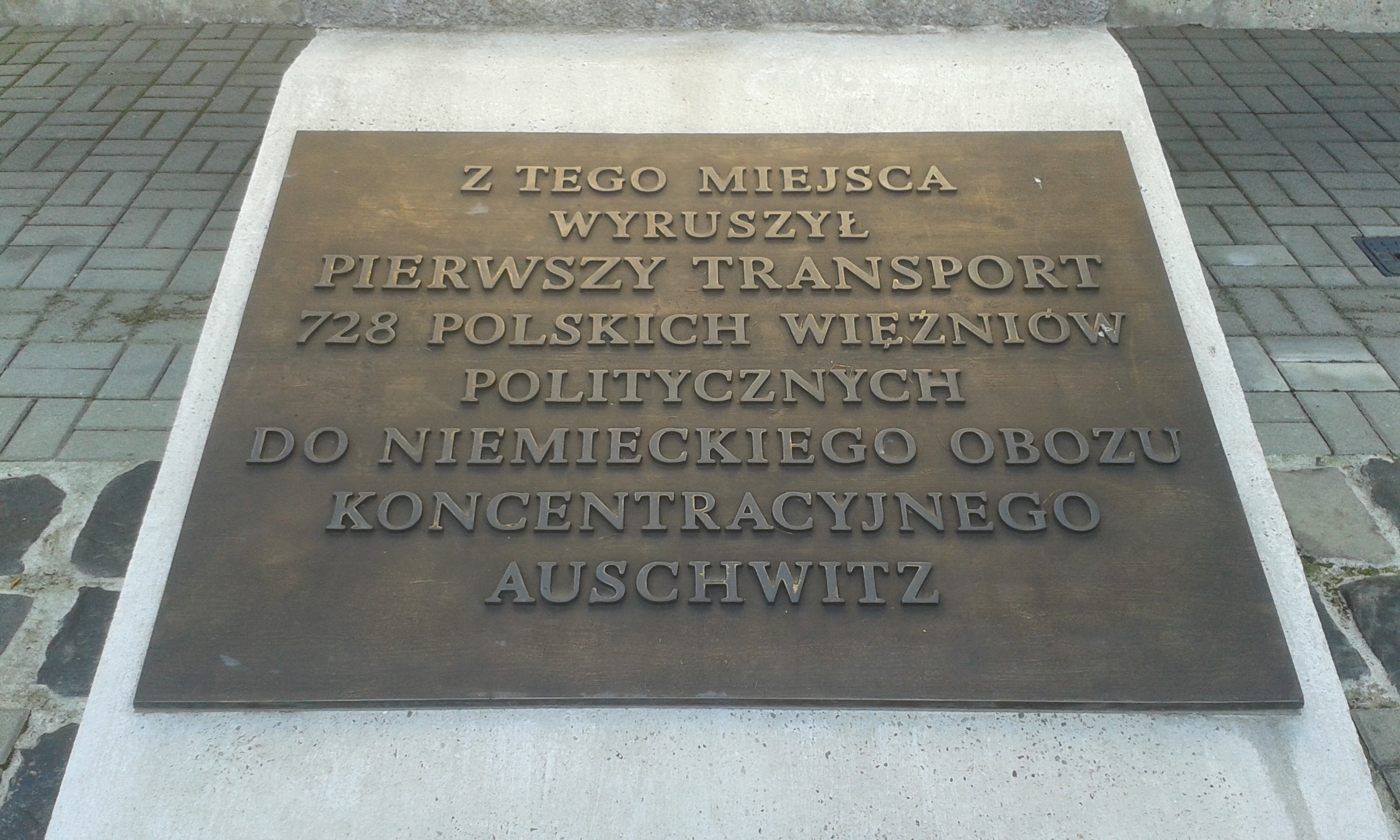
Tablica
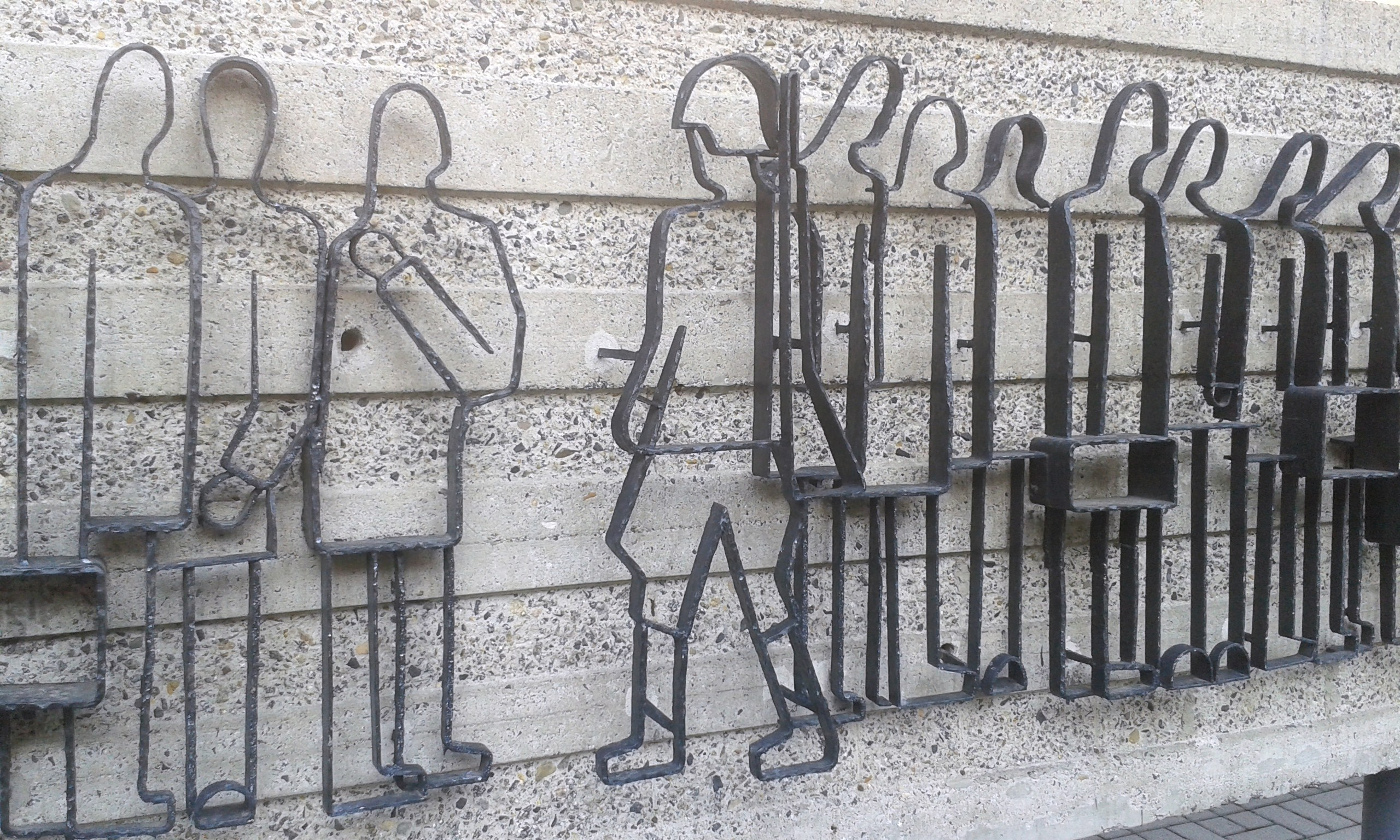
Metalowy fryz
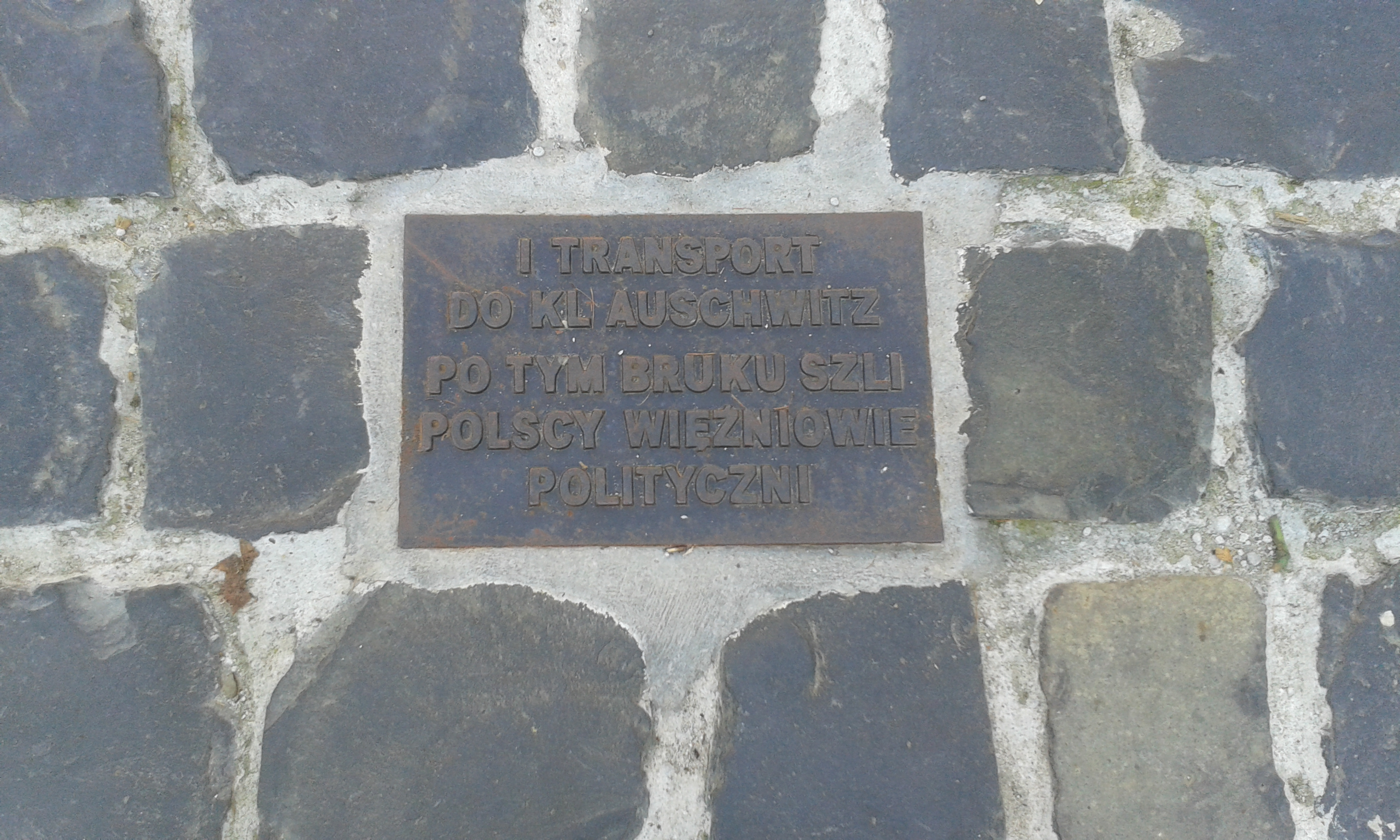
Bruk

## Źródła
- Tarnowskie Centrum Informacji: Tarnowskie pomniki
- Moje Miasto Tarnów: Pomnik I Transportu do KL Auschwitz
- Miejsca Pamięci Narodowej: Tarnów – Pomnik I Transportu do KL Auschwitz